# 6 ore Bergamasca
La 6 ore Bergamasca è stata una gara podistica di ultramaratona che si disputava sulla distanza delle 6 ore, organizzata dal gruppo sportivo ASD Runners Bergamo.

## Percorso
La prima e la seconda edizione (2004 e 2005) si sono disputate ad Alzano Lombardo sulla pista dello stadio Carillo Pesenti Pigna. Dal 2006 la gara si è trasferita nel comune di Ciserano; qui i concorrenti gareggiavano su di un tracciato stradale di 1000 metri, la cui la lunghezza era misurata e certificata dai giudici FIDAL.
Allo scadere delle 6 ore gli atleti lasciavano, nel punto in cui si trovano, un segnaposto; i giudici di gara provvedevano successivamente a misurare la distanza dal punto di partenza. La distanza era poi sommata al numero dei giri percorsi moltiplicato per la lunghezza del giro.
La gara si disputava contemporaneamente alla 24 ore del Delfino; la partenza veniva data circa cinque ore dopo l'avvio della 24 ore.
Nella gara in pista gli atleti avevano a disposizione, per non ostacolare i concorrenti della 24 ore, le corsie sei, sette ed otto. Gli atleti utilizzavano preferibilmente la corsia più interna, mentre quelle più esterne erano utilizzate solitamente per i sorpassi, anche se era buona norma concedere, da parte degli atleti doppiati, la corsia più favorevole. L'utilizzo da parte dell'atleta di corsie più interne della sesta comportava la squalifica da parte dei giudici di gara.

## Record
- Maschile:  Marco Boffo, 89,633 km (2008)
- Femminile:  Monica Carlin, 80,705 km (2008)

## Risultati

### 2004

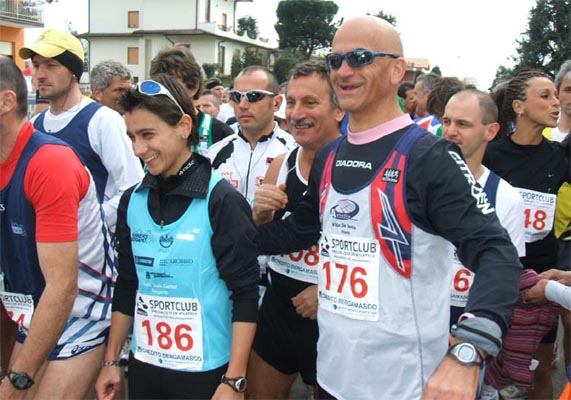
Momenti prima della partenza; con il numero 186 Paola Sanna.

Alzano Lombardo - Pista campo Carillo Pesenti Pigna
Atleti classificati 33.
| Classifica maschile  |                      |                                |           |
| 1º                   | Maurizio Toma        | Atletica Vicentina             | 80,669 km |
| 2º                   | Mario Pirotta        | CRAL Banca Popolare di Bergamo | 75,601 km |
| 3º                   | Sergio Orsi          | Atletica Capraia e Limite      | 73,489 km |
| Classifica femminile |                      |                                |           |
| 1ª                   | Paola Sanna          | Gruppo Sportivo Fiamme Oro     | 78,135 km |
| 2ª                   | Alessandra Pelizzari | GS Leonmarket                  | 63,775 km |
| 3ª                   | Renata Cecchetto     | AS Dribbling Bolzano           | 57,862 km |

### 2005

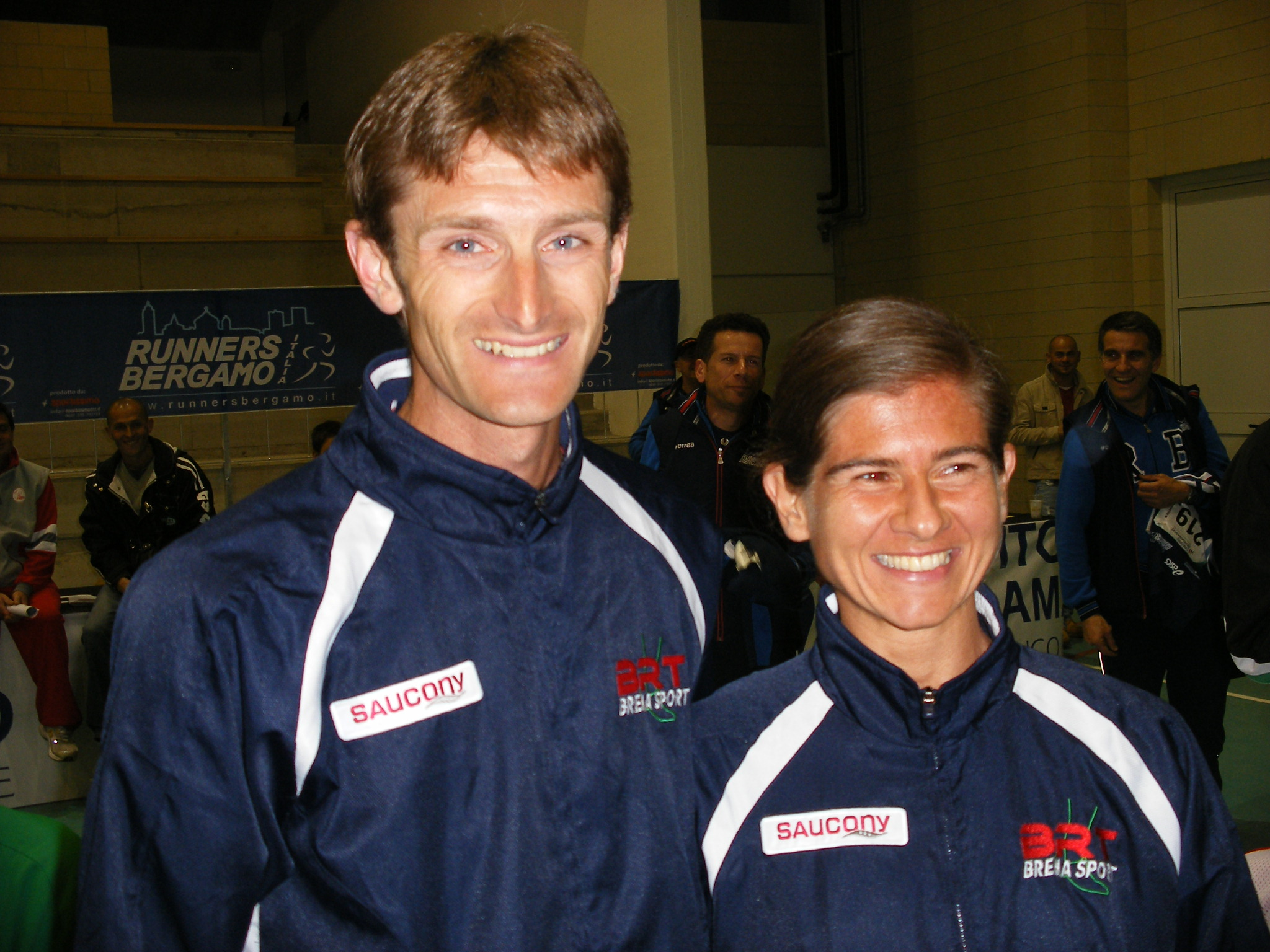
Marco Boffo e Monica Carlin.

Alzano Lombardo - Pista campo Carillo Pesenti Pigna
Atleti classificati 52.
| Classifica maschile  |                  |                      |           |
| 1º                   | Michele Caffi    | CUS Parma            | 80,457 km |
| 2º                   | Marco Cattaneo   | ASD Runners Bergamo  | 75,634 km |
| 3º                   | Simone Lamacchi  | Atletica Cà Foscari  | 74,694 km |
| Classifica femminile |                  |                      |           |
| 1ª                   | Paola Sanna      | ASD Runners Bergamo  | 77,738 km |
| 2ª                   | Renata Cecchetto | AS Dribbling Bolzano | 60,116 km |
| 3ª                   | Paola Noris      | Equipe Oleggio 2000  | 52,063 km |

### 2006
Ciserano - Tracciato stradale 1 000 metri
Atleti classificati 70.
| Classifica maschile  |                        |                               |           |
| 1º                   | Diego Abbatescianni    | Pro Patria Milano             | 81,932 km |
| 2º                   | William Manzoli        | Polisportiva Bovisio Masciago | 79,769 km |
| 3º                   | Piero Giuseppe Bertola | ASD Runners Bergamo           | 79,696 km |
| Classifica femminile |                        |                               |           |
| 1ª                   | Paola Sanna            | ASD Runners Bergamo           | 69,905 km |
| 2ª                   | Adriana Zappalà        | Atletica Monterosa            | 50,975 km |
| 3ª                   | Sabrina Tricarico      | GP Gorgonzola 88              | 50,096 km |

### 2007
Ciserano - Tracciato stradale 1 000 metri
Atleti classificati 92.
| Classifica maschile  |                      |                               |           |
| 1º                   | Claudio Leoncini     | GS Bancari Romani             | 81,792 km |
| 2º                   | Andrea Anselmi       | Sanremo Runners               | 79,301 km |
| 3º                   | Ugo Zuccari          | ASD Atletica Villa de Sanctis | 75,367 km |
| Classifica femminile |                      |                               |           |
| 1ª                   | Paola Sanna          | ASD Runners Bergamo           | 77,753 km |
| 2ª                   | Maria Luisa Costetti | GS Lamone                     | 67,741 km |
| 3ª                   | Sabrina Mazzolari    | AAA Marathon Cremona          | 61,108 km |

### 2008
Ciserano - Tracciato stradale 1 000 metri
Atleti classificati 94.
| Classifica maschile  |                      |                       |           |
| 1º                   | Marco Boffo          | Brema Runnig Team     | 89,633 km |
| 2º                   | Antonio Mammoli      | ASD Croce d'Oro Prato | 76,533 km |
| 3º                   | Amedeo Bonfanti      | ASD Runners Bergamo   | 74,509 km |
| Classifica femminile |                      |                       |           |
| 1ª                   | Monica Carlin        | Brema Runnig Team     | 80,705 km |
| 2ª                   | Paola Sanna          | ASD Runners Bergamo   | 80,312 km |
| 3ª                   | Cristina Zantedeschi | Atletica Vicentina    | 69,433 km |